# Свети Атанасий (Янчища)
Вижте пояснителната страница за други значения на Свети Атанасий.
„Свети Атанасий“ (на гръцки: Αγίου Αθανασίου) е възрожденска православна църква в берското село Янчища (Агиос Георгиос), Егейска Македония, Гърция.

## Местоположение
Църквата е разположена на 3 km източно от Янчища, на източния бряг на Мъгленица.

## История
Църквата служи като гробищен храм до към средата на XX век. В архитектурно отношение е еднокорабна църква без нартекс с полукръгла апсида и трем на южната страна, дървен покрив с аблация на тесните страни. Входът е от юг.
Стенописите във вътрешността са изпълнен на две фази. По-ранните са светците в долната зона на светилището и са от XVIII век. По-късни са евангелските сцени, литургийните в светилището и Второто пришествие на южната стена, като са изписани върху старите стенописи. Вторите стенописи се датират 1860 – 1880 година, тъй като стилистично принадлежат на зографа Божин Стаменитов (Емануил Стаматиадис) от Енидже Вардар, който между 1864- 1870 година работи в „Свети Георги“ в Сарбегово, през 1877 година в „Свети Николай“ в Корнишор, а в 1878 година във „Възнесение Господне“ в Тодорци.
Иконостасът е от първата фаза на храма, трицветно изписан и плитко резбован с богата растителна и животинска декорация. Оцелели са три царски икони от XVIII – XIX век. Църквата е обявена за исторически паметник на 10 юли 1995 година.